# Emiliano Mutti
Emiliano Mutti (* 1933 nahe dem Ortasee) ist ein italienischer Geologe und Sedimentologe.

## Leben
Mutti wuchs in einem Bergdorf in den nördlichen Apenninen auf und studierte Geologie an der Universität Mailand mit dem Diplom 1959. Seine Diplomarbeit war über Turbidite in den nördlichen Apenninen, und Turbidite blieben sein Spezialgebiet. Danach war er Assistenzprofessor in Mailand, bevor er 1965 zu Esso an deren Production Research Lab nach Bordeaux ging. 1969 wurde er Professor an der Universität Turin. 1971 wurde er dort promoviert und erhielt 1975 eine volle Professur. Später ging er an die Universität Parma. 2007 wurde er emeritiert.
Er befasst sich vor allem mit Turbiditen in den spanischen Pyrenäen, dem Apennin und Griechenland. Er untersuchte deren Charakter als Erdölmuttergestein und ihre Beziehung zu Fluss- und Delta-Ablagerungen. Er untersuchte auch die Bildung von turbiditischen Tiefwassersedimenten an Kontinentalrändern mit Reflexionsseismik.
2004 erhielt er die William H. Twenhofel Medal und 2012 die Lamarck Medal.

## Schriften
- mit R. Tinterri, E. Remacha, N. Mavilla, S. Angella, L. Fava: An Introduction to the Analysis of Ancient Turbidite Basins from an Outcrop Perspective, American Association of Petroleum Geologists 1999
- mit G. Davoli: Turbidite Sandstones, AGIP, Istituto di geologia, Università di Parma 1992
- mit Franco Ricchi Lucchi: Turbidites of the Northern Apennines: Introduction to Facies Analysis, American Geological Institute 1978
- mit Lucchi: Le torbiditi dell'Appennino Settentrionale: introduzione all'analisi di facies, Mem. Soc. Geol. Ital., 11–2, 1972, S. 161–199
- mit Lucchi: Turbidite facies and facies associations. In: Mutti E. u. a. (Hrsg.), Turbidite facies and facies associations in some selected formations of northern Apennines, IAS Intern.Congress "Nice '75", Exc.Guidebook A-11, 1975, S. 21–36.